# Féminisme à Lyon
Les divers courants du féminisme à Lyon se sont développés au fil du temps avec des orientations variées, et se vivifient avec le Mouvement de libération des femmes à la fin des années 1960.

## Histoire

### XIXesiècle
Marceline Desbordes-Valmore, une des rares femmes à être parvenues à vivre de sa poésie dans le millénaire, s'installe à Lyon vers 1818. Mais elle a rarement été vue comme une féministe. Cela ne l'a pas empêchée de parler spécialement dans quelques-unes de ses œuvres de la vie de femme dans un monde d'hommes ; voir par exemple Laisse-nous pleurer (Wikisource) ou L'atelier d'un peintre.
À partir de 1832 parait à Lyon le journal Le Papillon, pour un public féminin. Il est cependant difficile de le qualifier de féministe : il est écrit par des hommes, et n'offre aucune visée émancipatrice. Il accompagne l'émergence dans la ville d'un milieu social composé de femmes lettrées, instruites et aisées, qui tiennent salon. Il se présente comme un journal mondain, non politique, et se propose de divertir par le plaisir de la littérature et des arts.
Toutefois, ce journal publie plusieurs œuvres de la poétesse féministe républicaine Sophie Grangé. Celle-ci dénonce notamment l’institution du mariage, l’inégalité entre les sexes (« Levez-vous donc, mes sœurs ! »), et revendique fièrement son droit à vivre selon ses propres normes, s’affichant en habits masculins dans les rues de Lyon, « un feutre noir au front et des bottes aux pieds ». La parution du Papillon se poursuit jusqu'en 1835, brièvement interrompue par le lancement par ses auteurs du journal La Mosaïque, qui sera un échec.
En 1833, Eugénie Niboyet fonde le premier journal féministe en province avec la création du titre Le Conseiller des femmes, hebdomadaire sans illustrations imprimé chez Boitel, puis elle participe à la création en 1834 de L’Athénée des femmes. Eugénie Niboyet avait auparavant milité pour le saint-simonisme à Paris, mais déçue par les pratiques des chefs de ce mouvement, elle le quitte, sans renier ses croyances fondamentales. Elle inscrit, dès le départ, son action féministe dans la nécessité pour les femmes d'être solidaires ensemble.
Le Conseiller des femmes est traversé de deux courants contradictoires : pour l'un, il s'agit pour les femmes de se libérer de l'oppression masculine ; pour l'autre, il s'agit surtout d'améliorer la condition féminine au sein du couple et de la famille. Au départ, le journal est plutôt favorable à la première approche : il conçoit les femmes comme une classe, distinguée par le sexe, esclave de la classe masculine ; chaque femme doit se battre solidairement avec les autres, pour toutes se libérer, indépendamment de sa classe sociale. Il est probable que les journalistes tiennent ces idées de leurs pratiques du saint-simonisme. Cependant, très vite, le journal passe plutôt dans la seconde approche, disant que les femmes doivent penser premièrement à leur foyer et à leur mari, et que c'est de cette façon qu'elles s'émanciperont. La raison de ce revirement n'est pas clair. Peut-être les journalistes se sont-elles rendu compte que les Lyonnaises n'étaient pas favorables à brandir l'étendard d'une lutte des sexes. Le mariage reste un horizon indépassable. Pour garder leurs lectrices, elles auraient préféré mettre en scène le vécu des femmes, espérant leur donner au moins une existence culturelle. De plus, les journalistes étant elles-mêmes des bourgeoises, il n'est pas toujours clair qu'elles acceptent de partager leur sort avec des ouvrières.
Le milieu des canuts, maitres-ouvriers de la soie à Lyon, montre une certaine sensibilité aux thèses féministes de l'époque, sans doute eux aussi influencés par le mouvement saint-simonien. Cet intérêt va croissant. Par exemple, un de leurs journaux, L'Écho de la fabrique, va jusqu'à republier en 1834 des articles du Conseiller des femmes. Mais c'est un féminisme édulcoré, qui se conçoit dans le cadre conjugal, et qui est subordonné à l'amélioration du sort des ouvriers, c'est-à-dire des hommes ouvriers. Ils décrivent avec acuité la misère propre aux femmes, mais ne vont pas jusqu'à y voir des causes spécifiques au genre et au sexe, et restent dans une perspective de classe sociale. Que les bourgeoises soient comme les ouvrières au service de leur mari n'est pas pour eux significatif : c'est la nature qui est faite ainsi. Il est vrai que les rédacteurs des journaux canuts sont des hommes, qui donc profitent des services de leur femme, et qu'il n'existe à l'époque, ni pour les femmes ni pour les hommes, de perspective en dehors de la cellule familiale, qui est aussi, pour les canuts, la cellule de l'atelier. Classe de sexe et classe sociale restent antagonistes.
Julie-Victoire Daubié remporte en 1859  le premier prix du concours de l'Académie des sciences, belles-lettres et arts de Lyon avec son essai La Femme pauvre au XIXe siècle. Elle devient en 1861 la première femme française à pouvoir s'inscrire aux épreuves du baccalauréat à Lyon, notamment grâce au soutien du féministe lyonnais François Barthélemy Arlès-Dufour, et la première à l'obtenir. C'est aussi la première licencié (sans « e », orthographe de l'époque) ès lettres le 28 octobre 1871.
En 1899, marquée par la grève des Ovalistes de 1869 et le courant du catholicisme social, Marie-Louise Rochebillard organise des cours professionnels destinés à créer une élite syndicale (elle recrute ainsi Andrée Butillard) et qui vont servir de pépinières à deux syndicats non mixtes : celui des dames employées de commerce et celui des ouvrières de l'aiguille lyonnaise.

### XXesiècle

#### La Ligue des Femmes françaises
En 1901 est créée la Ligue des femmes françaises qui, en réaction à l'action anticléricale du gouvernement Waldeck-Rousseau, mise sur l'engagement de femmes en politique. Sa direction générale est située rue Sainte-Hélène chez sa cofondatrice et secrétaire Jeanne Lestra ; la comtesse Octavie de Saint-Laurent en est directrice générale. La ligue est forte de 93 comités départementaux en mai 1902, et de deux bureaux, à Lyon et à Paris. Plusieurs milliers de femmes du monde, provenant surtout des milieux nobiliaires et de la bourgeoisie catholique traditionnelle, s'y engagent. Le comité de Paris devient en 1902 une organisation concurrente, la Ligue patriotique des Françaises. Les deux ligues réunies en 1933 deviennent la Ligue féminine d'action catholique française puis en 1955 l'Action catholique générale féminine.

#### La Fédération Féministe du Sud-Est
Cette fédération, créée à Lyon en 1911 par Marie Guillot, rassemble l'année suivante 18 sociétés suffragistes de Rhône-Alpes ainsi que de la Saône-et-Loire, des Hautes-Alpes et des Alpes-de-Haute-Provence revendiquant au total 2 800 membres. Organisatrice de conférences à Lyon et à Vienne, elle s'illustre jusqu'en 1914 par ses prises de position pacifistes et son soutien à plusieurs femmes victimes de discrimination sexuelle telles qu'Emma Couriau.

#### L' «affaire Couriau»
En 1913 une ouvrière typographe, Emma Couriau, se voit refuser l'entrée dans le syndicat du livre, interdiction appliquée également à son mari. Cette affaire amène Marie Guillot à initier un projet de « comités d’action féminine syndicale » au sein de la CGT. Ce projet est approuvé mais abandonné du fait de la guerre,.

#### L' UFCS
De 1940 à 1942 l'Union féminine civique et sociale créée en 1925 par Andrée Butillard à  Paris s'installe à Lyon rue Sébastien-Gryphe avec dans l'équipe lyonnaise Hélène Caron et Daisy Georges-Martin, tandis qu'Yvonne Pagniez reste à Paris.

#### Planning familial du Rhône
À la suite de la loi de 1920 restreignant la contraception et l'avortement, "La Maternité Heureuse" est créée à Paris en 1956. Ce collectif prend par la suite le nom de Mouvement français pour le planning familial en 1960.
Le Mouvement Lyonnais pour le Planning Familial est créé le 20 juin 1961, avec pour objectif « d’étudier les problèmes de la maternité, de la natalité, de ses répercussions familiales, sociales, nationales ; rechercher des informations scientifiques françaises et étrangères relatives à ces problèmes ; étudier tous les problèmes pouvant améliorer les conditions de la maternité et de la naissance ». Les statuts de l'association sont déposés le 13 juillet 1961.
Le Planning familial du Rhône est pionnier dans l'éducation sexuelle à destination des jeunes dès 1965.
D'abord sis à Lyon, le Planning familial du Rhône déménage au 2, rue Lakanal à Villeurbanne en juillet 1979, soutenu par la mairie de Villeurbanne.
Après 1975 et la loi Veil, le Planning du Rhône s'implique à l'Hôtel Dieu dans la pratique et l'accompagnement de l'avortement. Cependant les conseillères et les médecins constatent le manque des moyens pour l'application de la loi et se mettent en grève en 1981. Le Planning 69 continuera de critiquer les limites de la loi Veil dans les années qui suivent.
En 1986 le Planning familial du Rhône ouvre une permanence lesbienne, la première du genre en France d'après les salariées et bénévoles. L'objectif est d'élargir le public du planning et d'inciter les lesbiennes à avoir un suivi gynécologique. Les femmes reçues lors de cette permanence demandaient surtout des solutions d'insémination artificielle. En l'absence de positionnement clair de l'association à ce sujet, les permanences sont dissoutes.
Les opposants à l'avortement sont de plus en plus virulents, jusqu'au saccage des locaux par un commando d'extrême droite dans la nuit du 11 au 12 mai 1998

#### Le MLF à Lyon
Un mouvement de libération sexuelle à Lyon est initié dans le sillage des révoltes étudiantes de mai 1968 et s'exprime notamment dans la presse alternative des années 1960 à nos jours parue à Lyon et dans la région lyonnaise.
Dans ce contexte on assiste aussi à la naissance du Mouvement de libération des femmes à Lyon, qui se  caractériser par un foisonnement de courants différents et se réalise en parallèle avec le développement du MLF à Paris. On note comme à Paris et Genève les mêmes similitudes au niveau des dates de formation, des revendications (l'accès à des centres femmes, le droit à l'avortement) et des tensions entre les courants sur la question des libertés sexuelles et la signification de ce que veut dire être une femme.
La première apparition publique documentée à l'aide d'un tract appelant à un débat sur les revendications des femmes dans le monde du travail pour la projection du film Le sel de la terre du MLF daterait de 1972. Les revendications tournent autour de l'égalité des salaires, de la lourdeur de la double journée de travail, du droit de disposer de son corps avec le recours à l'avortement et la contraception libres et gratuits. Les termes utilisé recourent à une terminologie de gauche, marquant une différence avec le MLF parisien, ou l'on a recours au mot "sœur". Des comités de quartiers se forment: le groupe femmes Minguettes, celui de la Croix Rousse, le MLF 6e. D'autres groupes émergent par la suite, basés sur des affinités de quartier, mais aussi professionnelles comme le groupe Femmes entreprises, le groupe femmes enseignantes ou informelles comme le groupe Bistrot.
À la suite d'un appel lancé par un tract en octobre 1974, une grande assemblée réunit plus de 200 femmes pour discuter du mouvement. La rencontre, qui est une sorte d'assemblée générale  se tient au Centre Œcuménique de Villeurbanne, et se veut une rencontre de pluralité de courants et de points de vue. La question du partage du pouvoir et des structures y est abordée, le MLF se caractérisant par un refus des structures hiérarchiques. On constate qu'à l'heure actuelle, les anciennes militantes se présentent par leur prénom dans une volonté d'horizontalité (et parfois aussi la volonté d'un anonymat), dans un refus de ce qui est perçu comme une hiérarchie dominatrice et masculine. On note aussi une volonté de certaines de construire le mouvement et de le structurer car elles ont la crainte de le voir disparaitre, c'est la tendance proche des pétroleuses et du cercle Dimitriev. Cette opinion est cependant loin d'être partagée par toutes.

#### La section lyonnaise du Mouvement pour la liberté de l'avortement et de la contraception
En 1973, une manifestation à Lyon contre l'inculpation d'Annie Ferrey-Martin fait converger au sein d'un centre MLAC (Mouvement pour la liberté de l'avortement et de la contraception) lyonnais différentes structures militantes.

#### Le cercle Flora Tristan
Le cercle Flora Tristan se forme en 1973 à l'issue d'une assemblée réunissant les divers comités du MLF, il porte les idées du mouvement de libération des femmes jusqu'en 1983.

#### Le groupe enseignantes
En 1975 le groupe Enseignantes publie un Bulletin du groupe femmes enseignantes. Il informe sur la présence des autres groupes de femmes, et annonce une quinzaine de l'éducation. Les thèmes abordés sont variés: la dévalorisation et la féminisation du métier d'enseignante, la pilule, l'homosexualité. l'éducation différenciée des filles et des garçons, le contenu des livres scolaires.

#### Le cercle Dimitriev
Peut-être en lien avec le cercle Elisabeth Dimitriev créé en mai 1971, à Paris, par des femmes de l’Alliance Marxiste Révolutionnaire ?

#### Centre des femmes
En 1975 l'association Centre des Femmes de Lyon, au 44 rue des Hérideaux est enregistrée à la préfecture avec pour objectif « de promouvoir toutes les formes d'activités et de rencontres entre femmes dans une perspective féministe ». En 1977, le Centre des Femmes ouvre rue Puits-Gaillot dans le 1er arrondissement. Le Centre entend traiter des enjeux qu'il considère majeurs du féminisme tels que le harcèlement sexuel, la prostitution ou le viol.
En 1976 se constitue un groupe de lesbiennes au sein du Centre des femmes de Lyon. Son activité passe par l'organisation de rencontres, de fêtes, et par l'édition du premier fanzine lesbien, Quand les femmes s'aiment... qui connaît sept numéros. L'activité du groupe s'interrompt avec la fermeture du Centre des femmes, fin 1980,.

#### Occupation de l'église de Saint Nizier
En 1975 a lieu une occupation de l'Église Saint-Nizier de Lyon par des prostituées. Cette occupation est le point de départ d'une vaste campagne des travailleuses du sexe pour faire reconnaître leurs droits,,,.

#### Le camping anti sexiste de l'Ariège
En 1995 se tient un camping anti-sexiste dans l'Ariège qui amène une scission au sein du mouvement anarchiste. Léo Thiers-Vidal, anarchiste et féministe, participe à ces journées et indique prendre conscience de l'antiféminisme de nombreux hommes anarchistes. Lors de ce camping, de nombreuses femmes critiquent le déni des hommes du mouvement de leur position dominante et de l'oppression qui en résulte pour les femmes. Léo Thiers-Vidal écrit des textes dans le sillage des violences sexistes à l'issue de ce rassemblement. Il y analyse les stratégies antiféministes comme le refus de la non mixité présentée comme un sexisme inversé, le refus du politiquement correct, le droit à la blague et à la liberté d'expression. Plusieurs textes sont écrits par des femmes à la suite des violences qui se déchaînent contre elles à la suite du campement. Anarchie ou Partriarchie écrit en mai 1998 par le Collectif des femmes, des féministes et des lesbiennes de l’action féministe lors des journées libertaires des 8, 9 et 10 mai 1998 à Lyon, est repris dans la revue Nouvelles Questions féministes en 2016 par Sylvie Tissot, aux côtés de textes de Léo Thiers-Vidal.
Dans le sillage de cet événement se forme un espace non-mixte au sein du squat le ProlotE place Chardonnet en décembre 1995.

#### Le Collectif Féministe Lyonnais
Le 10 mai 1999, à la suite d'un appel à une réunion non-mixte distribué sous forme de tracts lors de la manifestation du 1er mai, se met en place le Collectif Féministe Lyonnais. Le collectif organise des fêtes en non-mixité et des cours d'auto-défense pour femmes. Elles se distinguent par leurs actions humoristiques comme « une quête pour les lesbiennes pauvres » auprès des églises intégristes du Vieux Lyon. Le collectif se concentre peu à peu sur l’enjeu de la visibilité lesbienne.
Les Folles Alliées, collectif non-mixte, mais fermé et coopté à la différence du Collectif Féministe Lyonnais, se forme en janvier 1998, sur la base de convictions communes.

### XXIesiècle
En avril 2001 se tiennent deux journées non-mixtes entre femmes au squat du Point Moc[source insuffisante] rue Imbert Colomès, réunissant une cinquantaine de militantes de Lyon, Dijon ou Saint-Étienne. De ces journées émergeront le collectif Lystéria et La Carabosserie[source insuffisante], espace d'activités féministe et lesbien avec des temps mixtes et non-mixtes, situé dans un squat à l'emplacement de l'actuelle bibliothèque Jean Macé du 7e arrondissement.
En 2003 est créée l'association Femmes ici et ailleurs, reconnue d'intérêt général depuis 2012. L'association mène des actions culturelles et éducatives et crée en 2016 les Éditions du 8 mars, maison spécialisée dans la publication d’ouvrages et d’un magazine centrés sur les femmes en action.
En 2011, 2013 et 2015 des marches de nuit non mixtes féministes sont organisées à Lyon.
Le dimanche 29 octobre 2017, comme dans d'autres villes de France, des étudiantes lyonnaises organisent une journée « #MeToo dans la vraie vie » sur la place Bellecour, qui rassemble plusieurs centaines de manifestants.
De même qu'au XIXe siècle, des femmes se sont mobilisées pour corriger les inégalités dans le domaine du textile, au XXIe siècle, d'autres s'organisent pour favoriser la place des femmes dans le numérique. En 2017, à l'occasion des journées des droits de la femme est lancé le collectif LDigital et en février de la même année le programme Etincelles de Social Builder offre un accompagnement gratuit aux femmes qui souhaitent s'orienter vers les métiers du secteur du numérique.

## Les différents courants

### Liste des revues féministes éditées à Lyon
- Le conseiller des femmes. Lyon : Imprimerie de L. Boitel, no 1 (novembre 1833) - no 44 (septembre 1834).

#### Années 1970
- Le bulletin du Cercle de Flora Tristant (La cause des femmes de 1973 à 1975)[44].
- La Voix des femmes, bulletin du cercle Élisabeth Dimitriev[44].
- Quand les femmes s’aiment[44],[23].

#### Années 2000
- 2017: Cacti[45] magazine abordant les questions du féminisme, du genre et de la sexualité

### Liste des associations et collectifs féministes à Lyon
Par ordre alphabétique :
- Collectif d’autodéfense et d’action féministe[46] ;
- Collectif des Raciné-e-s, Collectif féministe et décolonial[47] ;
- Collectif Libertaire Anti Sexiste[48] ;
- Les D-réglées, collectif formé au lendemain du G8 à Annemasse[49] en 2003 ;
- Les Salopettes[50], association formée en 2015 à la suite des Simone de l'ENS de Lyon, plateforme pour combattre les inégalités de genre ;
- Lilith, Martine et les autres, émission de radio féministe sur radio canut[51] ;
- Méduses, collectif queer féministe créé début 2018[52],[53], avec une approche en mixité choisie  ;
- On est pas des cadeaux, émission de radio transpédégouine et féministe sur radio canut[54] ;
- Osez le féminisme 69[55] Après avoir boycotté la marche des fiertés de 2014 car en désaccord avec les mots d'ordre en faveur de la GPA et de la prostitution, en 2015 les militantes d'Osez le féminisme claquent la porte de l'association, pointant des divergences d'opinion au sujet du voile avec l'association nationale d'OLF ainsi qu'une gouvernance trop centralisée sur Paris[56] ;
- Regards de Femmes, association créée à Lyon[57] en 1998, ONG auprès de l'ONU en 2009 et OING au près de la francophonie
- Sawtche, Collectif afroféministe contre le patriarcat et la suprématie blanche[58] ;
- Superféministe et le Planning Familial 69[59],[60],[61],[62].
- Collectif Pamplemousse, collectif féministe convergent de Sciences Po Lyon[63],[64].

### Liste des centres de documentation
- Le centre de ressources sur le Genre : le point G[65], né en 2002
- Centre de documentation Louise Labé
- Collection personnelle de Rommel Mendès-Leite, installé et décédé à Lyon.

### Liste de féministes à Lyon
- Eugénie Niboyet (1796-1883), écrivaine et journaliste[66], a vécu à Lyon.
- François Barthélemy Arlès-Dufour (1797-1872), homme d'affaires, a vécu à Lyon.
- Julie-Victoire Daubié (1824-1874), journaliste[66], a obtenu son baccalauréat à Lyon.
- Marie-Louise Rochebillard (1860-1936), syndicaliste, a vécu et est morte à Lyon.
- Justin Godart (1871-1956), homme politique[66], est né à Lyon et y a vécu.
- Andrée Butillard (1881-1955), enseignante[66], a étudié à Lyon.
- Renée Dufourt (1920-2012), enseignante[66], est née et a vécu à Lyon.
- Marie-Jeanne Bérère (1923-2000), théologienne et enseignante[66], a vécu à Lyon.
- Donna Singles (1928-2005), théologienne[66], a vécu à Lyon.
- Léo Thiers-Vidal (1970-2007), chercheur et enseignant, a vécu à Lyon.